# Agabus semipunctatus
Agabus semipunctatus är en skalbaggsart som först beskrevs av Kirby 1837.  Agabus semipunctatus ingår i släktet Agabus och familjen dykare. Inga underarter finns listade i Catalogue of Life.